# Marsupenaeus
Genre
Espèce
Marsupenaeus est un genre monotypique de crustacés décapodes dont l’espèce type est M. japonicus. Elle ressemble à des crevettes.
L'UICN l'a placée dans sa « liste noire des espèces envahissantes dans le milieu marin » méditerranéen.

## Liste des espèces
- Marsupenaeus japonicus (Bate, 1888) — crevette kuruma